# Harran (Idlib)
Harran (arab. حران) – wieś w Syrii, w muhafazie Idlib. W 2004 roku liczyła 456 mieszkańców.